# 藤原基貞
藤原 基貞（ふじわら の もとさだ）は、平安時代中期から後期にかけての貴族。藤原北家、右大臣・藤原頼宗の三男。官位は正四位下・刑部卿。

## 概要
長元8年（1035年）ごろ但馬守、寛徳2年（1045年）ごろ美作守、寛徳3年（1046年）ごろ美濃守、康平3年（1060年）近江守と後一条・後朱雀・後冷泉の三朝に亘って地方官を務めたほか、刑部卿などを歴任した。しかし、妾腹だったことなどから官位には恵まれず、正四位下・刑部卿止まりで、藤原道長の孫でありながら僧・頼観を除いて兄弟中唯一公卿に昇っていない。
一方で、多くの子息に恵まれ、兼実は太政大臣・藤原信長の養子となる。また、娘は権大納言・藤原公実、摂関太政大臣・藤原師実にそれぞれ嫁ぎ、その子が三条家・大炊御門家として後世に血統を繋げた。

## 官歴
- 長元9年（1035年） 春：但馬守[1]
- 寛徳2年（1045年） 4月8日：見美作守従四位下[2]
- 寛徳3年（1046年） 4月：見美濃守[3]
- 康平3年（1060年） 11月16日：見近江守[4]
- 時期不詳：正四位下。刑部卿[5]

## 系譜
- 父：藤原頼宗
- 母：源公子 – 源高雅の娘
- 妻：源章任の娘
  - 長男：藤原敦基（?-1094[6]）
  - 男子：藤原基仲（?-1072）
  - 男子：藤原兼実 - 藤原信長養子
- 妻：藤原良頼の娘
  - 男子：藤原時実
  - 男子：貞禅
- 生母不明の子女
  - 男子：藤原家俊
  - 男子：永基
  - 女子：藤原公実室（1058-1105） - 三条実行母
  - 女子：藤原師実室 - 藤原経実母
  - 女子：藤原姿子 - 実仁親王宣旨
  - 女子：藤原基長室
  - 女子：高階為章室